# Điện ảnh Slovakia
Nền điện ảnh Slovakia trải dài trên hàng loạt đè tài và phong cách đặc trưng của nền điện ảnh châu Âu. Mặc dù vậy có thể thấy một lượng lớn các đề tài nhất định lặp lại trong đa số các tác phẩm quan trọng. Các đề tài ấy bao gồm bối cảnh nông thôn, truyền thống dân gian và lễ hội hóa trang. Thậm chỉ ở mảng làm phim thể nghiêm cũng thường có sự tôn vinh thiên nhiên và truyền thống, lấy ví dụ như bộ phim Pictures of the Old World (Obrazy starého sveta, 1972) của Dušan Hanák. Những đặc điểm tương tự còn áp dụng cho các bộ phim bom tấn như A Thousand-Year Old Bee (Tisícročná včela, 1983) của Juraj Jakubisko. Tỷ lệ các bộ phim hài, phiêu lưu, âm nhạc và khoa học viễn tưởng cùng các thể loại phim tương tự tương đối thấp so với các bộ phim chính kịch và lịch sử, từng gồm có một nhóm nhỏ các  bình luận xã hội về những sự kiện từ một hoặc hai thập kỷ trước bộ phim. Một trong số chúng là The Shop on Main Street của Ján Kadár và Elmar Klos' (Obchod na korze, 1965), đã đem lại cho nền điện ảnh Slovakia (cũng như của Séc nói riêng và của Tiệp Khắc nói chung) giải Oscar đầu tiên. Các bộ phim thiếu nhi là một dòng phim lâu đời từ thập niên 1960 cho đến thập niên 1980, được sản xuất chủ yếu dưới dạng kinh phí thấp bởi Slovak Television Bratislava. Các đề tài của những bộ phim gần đây đa phần là đề tài đương đại.
Trung tâm của nền điện ảnh Slovakia là xưởng phim Koliba (từng có nhiều lần chính thức đổi tên) ở Bratislava. Một vài bộ phim đã ra đời tại Barrandov Studios ở Praha có đề tài, diễn viên, đạo diễn và đôi khi là bằng tiếng Slovakia, trong khi các nhà làm phim và diễn ở Praha thỉnh thoảng công tác ở Slovakia. Nhằm phù hợp với lịch sử Slovakia, Hungary và các vùng đất Séc, quá khứ chia sẻ giữa Vương quốc Hungary và Tiệp Khắc, lúc đầu thường có sự trùng lặp giữa các bộ phim của Slovakia và Hungary, và sau này là giữa Slovakia và phim của Séc. Một vài bộ phim có thể dễ dàng bị xếp vào thể loại này hoặc thể loại nọ, trong khi một số phim khác lại có ý nghĩa nhiều hơn là nền điện ảnh một quốc gia.
Khoảng 350 phim điện ảnh của Slovakia đã được làm ra trong lịch sử điện ảnh Slovakia. Một số tác phẩm điện ảnh đáng chú ý đã được đón nhận tốt bởi giới phê bình cũng như trở thành các bom tấn phòng vé nội địa. Trong những năm gần đây, các bộ phim của Slovakia thường được sản xuất bằng việc hợp tác (toàn phần hoặc một phần) với các công ty sản xuất phim nước ngoài. Các dự án chung giữa Slovakia và Séc đặc biệt phổ biến. Ngành công nghiệp điện ảnh Slovakia đã bị ảnh hưởng bởi tình trạng thiếu doanh thu do lượng khán giả eo hẹp của đất nước (2,9–5,4 triệu dân), làm giới hạn tiềm năng doanh thu chính là tiền bán vé nội địa của phim.

## Các bộ phim nổi tiếng

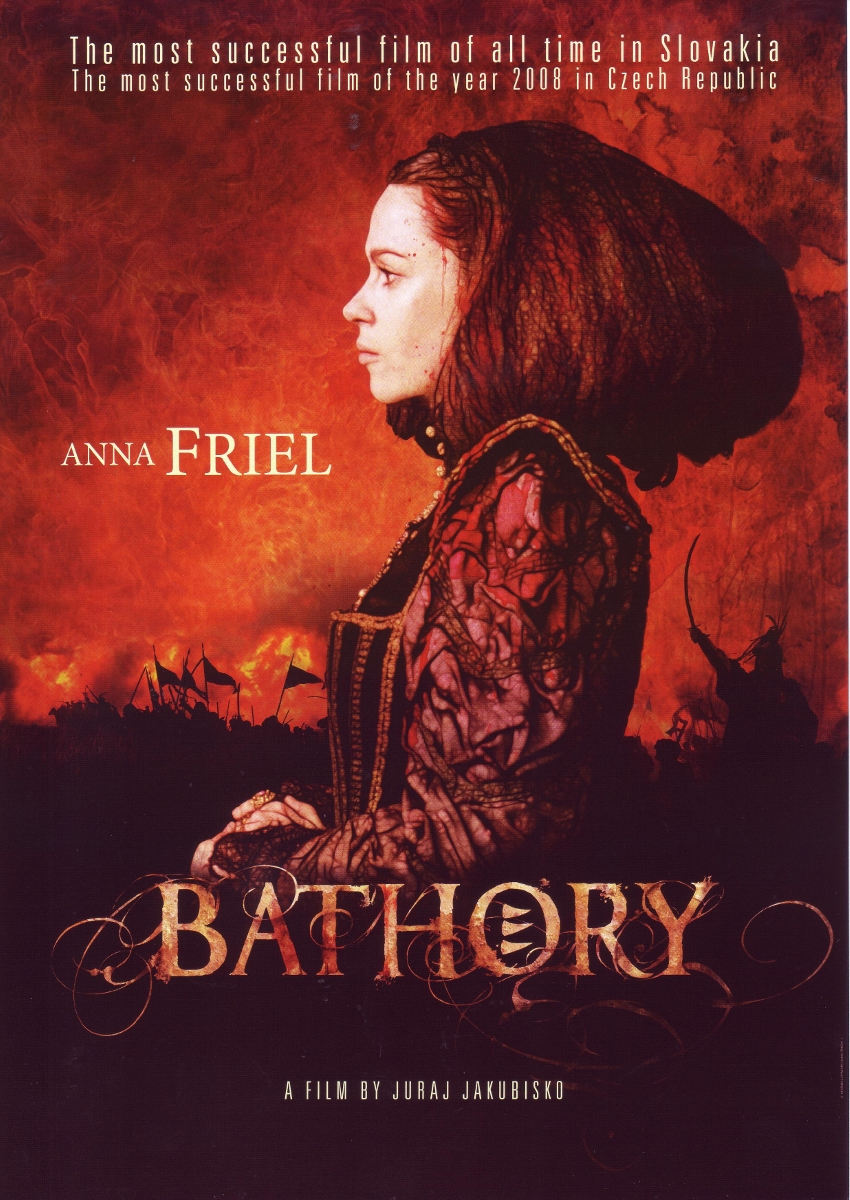
Áp phích chiếu rạp của Bathory. Đây là bộ phim có kinh phí đắt nhất của điện ảnh Slovakia.

- Soul at Peace (Pokoj v duši, 2009, Vladimír Balko)
- Blind Loves (Slepé lásky, 2008, Juraj Lehotský)
- Bathory (Bathory 2008, Juraj Jakubisko)
- The Garden (Záhrada, 1995, Martin Šulík)[13]
- Paper Heads (Papierové hlavy, 1995, Dušan Hanák)[14]
- Sitting on a Branch, Enjoying Myself (Sedím na konári a je mi dobre, 1989, Juraj Jakubisko)[15]
- The Millennial Bee (Tisícročná včela, 1983, Juraj Jakubisko)[8]
- She Grazed Horses on Concrete (Pásla kone na betóne, 1982, Štefan Uher)[16]
- Night Riders (Noční jazdci, 1981, Martin Hollý)
- I Love, You Love (Ja milujem, ty miluješ, 1980/1988, Dušan Hanák)
- Rosy Dreams (Ružové sny, 1977, Dušan Hanák)[17]
- Pictures of the Old World (Obrazy starého sveta, 1972, Dušan Hanák)
- Eden and After (Eden a potom, L'Eden et après, 1970, Alain Robbe-Grillet)
- Birds, Orphans and Fools (Vtáčkovia, siroty a blázni, 1969, Juraj Jakubisko)
- 322 (322, 1969, Dušan Hanák)
- Deserters and Pilgrims (AKA The Deserters and the Nomads; Zbehovia a pútnici, 1968, Juraj Jakubisko)
- The Shop on Main Street (Obchod na korze, 1965, Ján Kadár, Elmar Klos)[9]
- The Sun in a Net (Slnko v sieti, 1963, Štefan Uher)[18][19]
- Wolves' Lairs (Vlčie diery, 1948, Paľo Bielik)
- The Earth Sings (Zem spieva, 1933, Karol Plicka)
- Jánošík (1921, Jaroslav Jerry Siakeľ)

## Đạo diễn
| - Vlado Bahna - Pavol Barabáš - Stanislav Barabáš - Paľo Bielik - Eva Borušovičová - Eduard Grečner - Dušan Hanák - Elo Havetta - Juraj Herz | - Martin Hollý - Juraj Jakubisko - Ján Kadár - Otakar Krivánek - Viktor Kubal - Leopold Lahola - Andrej Lettrich - Miroslav Luther - Juraj Nvota | - Stanislav Párnický - Peter Solan - Martin Šulík - Štefan Semjan - Štefan Uher - Martin Ťapák - Dušan Trančík - Jozef Zachar - Ján Zeman |

## Diễn viên
- Michal Dočolomanský
- Janko Kroner
- Jozef Kroner
- Marián Labuda
- Tatiana Pauhofová
- Emília Vášáryová
- Magdaléna Vášáryová